# 南山脊国家公园

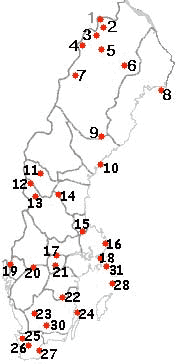
地图上的25为南山脊国家公园

南山脊（瑞典語：Söderåsen）是瑞典南部斯科讷省的一座山，最高点海拔212米，以裂缝形成的峡谷著名。南山脊是一座地垒，它的形成历经了一亿五千万年，由于周围的高坡下陷而形成。
南山脊国家公园占地1625公顷，位于克利潘附近，2001年建立国家公园。公园主要由阔叶林组成，尤以山毛榉居多。由于地势起伏，很多远古森林的特征被保留下来，如有很多死去的树木。很适合昆虫生活，森林里有很多珍稀的鞘翅目的昆虫。
这座山脊的形成是由于斯科讷省在远古的时候经历了三个冰川季度的覆盖和溶解。最后形成的这一带连绵的山脊和当地潮湿温和的气候，促进了野生苔藓和植被的生长，而最终导致了落叶林的繁殖且覆盖了当地一千多公顷的土地。南山脊之所以被称为国家公园的原因之一就在于这里拥有和曾经拥有过远古野生落叶林，三百种苔藓，其中十几种列入稀有品种。另外一个原因在于山脊的植被从十七世纪开始，长期被利用于当地农场的“畜牧地”，也就是说这里有一定的经济和人文保留价值。在当时，就连隆德和马尔默一带的农民都把自己的牲畜牵到当地来放养。当地人在收取了一定的租金之后，就任外来的牲畜在山脊的林场里饱餐一顿。可是畜牧业的发展也对当地的生态产生了无法挽回的损失。当年成片成片的落叶雨林，由于人为和气候的影响，逐渐被松树林所取代，丰富的植被相对减少。迄今为止只有山脊上段连绵一片的树木还保留着远古落叶林的风采，而山脊下面的树木都是后人逐渐栽种的。可是即使是后人栽种的树木，也已经有几十，上百年的历史了。